# Цветът на Хиляда и една нощ
„Цветът на Хиляда и една нощ“ (на италиански: Il fiore delle mille e una notte) е италиански филм от 1974 година, на режисьора Пиер Паоло Пазолини по негов собствен сценарий. Това е третият филм от трилогия на Пазолини, включваща още „Декамерон“ и „Кентърбърийски разкази“.

## Сюжет
Арабска приказка за любовта, смирението, измамата и злото. Историята се върти около момчето и неговата любима робиня Зумуруд. Историята на булката и младоженеца, който я изоставя заради друга; за принцеси, магии и магьосници и за цялата красота на очарователния Изток.

## В ролите
| Изпълнител                | Роля            |
| ------------------------- | --------------- |
| Нинето Даволи             | Азиз            |
| Франко Чити               | Демонът         |
| Франко Мерли              | Нур Ед Дин      |
| Теса Буше                 | Азиза           |
| Инйес Пелегрини           | Зумуруд         |
| Маргарет Клементи         | Майката на Азиз |
| Луиджина Роки             | Будур           |
| Алберто Арджентино        | Принц Шазмах    |
| Франческо Паоло Говернале | Принц Таджи     |
| Салваторе Сапиенца        | Принц Юнан      |
| Дзеуди Биазоло            | Дзеуди          |
| Барбара Гранди            |                 |
| Елизабета Дженовезе       | Мунис           |
| Джечинто Кастелини        | [ 1 ]           |

## Награди и Номинации
- 1974 – „Цветът на Хиляда и една нощ“ печели специалната награда в Кан.